# 劉良卿
劉良卿（？年—？年），字一夔，河南南阳府鄧州新野县人，民籍。明朝政治人物。

## 生平
正德十一年（1516年）丙子科河南鄉試舉人，嘉靖五年（1526年）丙戌科第三甲第八十名進士，授江都县知县，补阜城县，十二年九月擢授浙江道监察御史，十五年巡视陕西茶马，再按南畿，二十五年擢升淮安府知府，二十八年致仕。